# Ed Lauter
Ed Lauter, właśc. Edward Matthew Lauter II (ur. 30 października 1938 na Long Beach, zm. 16 października 2013 w Los Angeles) − amerykański aktor filmowy i telewizyjny, komik.

## Życiorys

### Wczesne lata
Urodził się na Long Beach w Nowym Jorku jako syn Sally Lee, aktorki i tancerki występującej w latach 20. na Broadwayu, i Edwarda Matthew Lautera. Był pochodzenia niemieckiego i irlandzkiego. W 1961 ukończył kampus C.W. Post Uniwersytetu Long Island z tytułem bakalaureat, gdzie studiował język angielski i grał w koszykówkę. Przez dwa lata służył w United States Army.

### Kariera
Studiował aktorstwo i pracował jako komik stand-up, zanim wystąpił w niewielkiej roli w broadwayowskiej produkcji z 1968 roku dramatu bokserskiego Howarda Sacklera Wielka biała nadzieja (The Great White Hope). W 1971 pojawił się po raz pierwszy na szklanym ekranie w serialu detektywistycznym CBS Mannix, a rok potem jako Tyler był obsadzony w westernie Stana Dragoti Dirty Little Billy (1972).
Lauter zasłynął głównie jako odtwórca charakterystycznych ról drugoplanowych. W ciągu trwającej 40 lat aktorskiej kariery pojawił się w niemal 200 filmach i serialach telewizyjnych. Zagrał m.in. w ostatnim filmie Alfreda Hitchcocka Intryga rodzinna (1976) czy oscarowych hitach; Urodzony 4 lipca (1989) i Artysta (2011). Gościnnie występował w wielu popularnych serialach; m.in. Ulice San Francisco, Kojak, Aniołki Charliego, Magnum, Drużyna A, Policjanci z Miami, Star Trek: Następne pokolenie, Detektyw w sutannie, Z Archiwum X, Renegat, Millennium, Ostry dyżur, CSI: Kryminalne zagadki Las Vegas, Chirurdzy.
Zmarł 16 października 2013 w swoim domu w Los Angeles w wieku 74. lat. Przyczyną śmierci był międzybłoniak płuc.

## Filmografia
- Nowi centurionowie (1972) jako Galloway
- Siedmiu wspaniałych nadjeżdża (1972) jako Scott Elliot
- Złe towarzystwo (1972; znany także pt. Banda) jako Orin
- Śmiercionośny ładunek (1972) jako Simpson
- Ostatni amerykański bohater (1973) jako Burton Colt
- Zamach na prezydenta (1973) jako szef zespołu „A”
- Najdłuższy jard (1974) jako kpt. Wilhelm Knauer
- Przełęcz Złamanych Serc (1975) jako mjr Claremont
- Francuski łącznik II (1975) jako gen. Brian
- Intryga rodzinna (1976) jako Joseph „Joe” Maloney
- King Kong (1976) jako Carnahan
- Biały bizon (1977) jako Tom Custer
- Magia (1978) jako Duke
- Śmiertelne polowanie (1981) jako Hazel
- Timerider: Przygoda Lyle'a Swanna (1982) jako Padre
- Eureka (1983) jako Charles Perkins
- Cujo (1983) jako Joe Camber
- Diamentowa afera (1984; znany także pt. Sprawa Cartier) jako Lundon Dean
- Lassiter (1984) jako Smoke
- Prawdziwy geniusz (1985) jako David Decker
- Dziewczyny chcą się bawić (1985) jako płk. Glenn
- Życzenie śmierci 3 (1985) jako porucznik Richard Shriker
- Jak to się robi w Chicago (1986) jako Baker
- Youngblood (1986) jako Murray Chadwick
- Ostatnie dni Pattona (1986) jako dr płk. Paul S. Hill
- Zemsta frajerów w raju (1987) jako Buzz Mussinger
- Urodzony 4 lipca (1989) jako dowódca legionu
- Projekt Manhattan (1989) jako Whitney Ashbridge
- Mistrz deskorolki (1989) jako pan Kelly
- Moje błękitne niebo (1990) jako Robert Underwood
- Człowiek rakieta (1991) jako Fitch
- Więzy przyjaźni (1992) jako Alan Greene, ojciec Davida
- Prawdziwy romans (1993) jako Quiggle, kapitan policji
- Pogranicze prawa (1993) jako kpt. Shafer
- Zawiłe śledztwo (1993) jako kpt. Maguire
- Karawana (1994) jako John Slade
- W majestacie prawa (1994) jako John Boyle
- Czerwony cadillac (1995) jako Ben Wilmer
- Zostawić Las Vegas (1995) jako gangster
- Czarna eskadra (1995) jako gen. Stevenson
- Nieugięci (1995) jako Earl
- Czarny jastrząb (1996) jako szeryf Daggert
- Inwazja grzechotników (1996) jako Murray Hendershot
- Przygoda z mumią (1997) jako pan Kubat
- Dolar za martwego (1998) jako Jacob Colby
- Pyton (2000) jako pilot
- Trzynaście dni (2000) jako gen. Marshall Carter
- To nie jest kolejna komedia dla kretynów (2001) jako trener
- Żegnaj, kochanie (2001) jako Sergei Karpov
- Siła uderzenia (2003) jako John Strong
- Niepokonany Seabiscuit (2003) jako Charles Strub
- Żołnierze kosmosu 2: Bohater federacji (2004) jako gen. J. G. Shepherd
- Reguły sztuki (2004) jako Victor Boyd
- Wydział Venice Underground (2005) jako kpt. John Sullivan
- Wykiwać klawisza (2005) jako Duane
- Krew za krew (2006) jako Parsons
- Ricky Bobby – Demon prędkości (2006) jako John Hannafin
- Numer 23 (2007) jako o. Sebastian
- Książę i żebrak – hollywoodzka opowieść (2007) jako Pop
- Zakochana na zabój (2008) jako szeryf Steiner
- Czekając na cud (2009) jako Walter Enright
- Artysta (2011) jako kamerdyner
- Dopóki piłka w grze (2012) jako Max
- The Town That Dreaded Sundown (2014) jako szeryf Underwood